# 마지막 식사
사형수의 마지막 식사는 처형에 앞서 행해지는 관례적인 의식이다. 많은 국가에서 수감자는 합리적인 범위 내에서 마지막 식사를 선택할 수 있다.

## 미국의 현대적 제한
복잡성에 관계없이 모든 마지막 식사 요청이 충족되어야 한다는 일반적인 믿음과는 달리, 요청할 수 있는 항목에 대해 다양한 제한 사항이 적용된다.
미국에서는 대부분의 주에서 사형 집행 하루나 이틀 전에 식사를 제공하고 '특별 식사'(special meal)라는 완곡한 표현을 사용한다. 술과 담배는 일반적으로 거부되지만 항상 그런 것은 아니다. 비정통적이거나 사용할 수 없는 요청은 유사한 대체물로 대체된다. 일부 주에서는 엄격한 제한을 두고 있다. 때때로 수감자는 마지막 식사를 다른 수감자와 나누어달라고 요청하거나(프랜시스 크로울리가 1932년 존 레스코와 그랬던 것처럼) 다른 수감자들에게 식사를 나눠달라고 요청한다(1951년 레이먼드 페르난데스의 요청에 따라).
플로리다주에서는 마지막 식사를 위한 음식을 현지에서 구입해야 하며 비용은 $40로 제한된다. 오클라호마에서는 비용이 $25로 제한된다. 루이지애나에서는 전통적으로 교도관이 사형수와 함께 마지막 식사를 한다. 한번은 소장이 수감자의 랍스터 저녁 식사 비용을 지불했다.
텍사스주에서는 맞춤형 마지막 식사의 전통이 1924년경부터 확립된 것으로 추정된다. 그러나 텍사스주는 사형수 로렌스 러셀 브루어(Lawrence Russell Brewer)가 양이 많고 값비싼 마지막 식사를 요청하자 2011년 9월 모든 특별식사 요청을 폐지했지만, 배고프지 않다고 말하면서 아무것도 먹지 않았다. 그 이후로 수감자의 마지막 식사는 사형 당일 헌츠빌 부대 식당에서 제공되는 식단으로 제한된다.

## 같이 보기
- 사형
- 사형수
- 최후의 만찬